# Sorex portenkoi
Sorex portenkoi is een zoogdier uit de familie van de spitsmuizen (Soricidae). De wetenschappelijke naam van de soort werd voor het eerst geldig gepubliceerd door Stroganov in 1956.